# Giovanni Suarez
Giovanni Marco Suarez (Chelsea, 20 febbraio 1963) è un ex canottiere italiano.

## Biografia
Nato nel 1963 a Chelsea, quartiere di Londra, capitale del Regno Unito, a 21 anni ha partecipato ai Giochi olimpici di Los Angeles 1984, nel quattro con, insieme a Giuseppe Carando, Gino Iseppi, Siro Meli e Giovanni Sergi Sergas, vincendo la batteria con il tempo di 6'23"04 e accedendo direttamente alla finale, chiusa al 4º posto in 6'26"44, a poco meno di 3 secondi dalla Nuova Zelanda, vincitrice della medaglia di bronzo.
L'anno successivo ha vinto l'argento nel quattro con ai Mondiali di Heindonk 1985, insieme a Giuseppe Carando, Gino Iseppi, Mario Lafranconi e Siro Meli, chiudendo in 6'08"79, dietro solo all'Unione Sovietica.
Nel 1987 ha ottenuto un'altra medaglia ai Mondiali, un bronzo a Copenaghen, sempre nel quattro con, insieme a Giuseppe Carando, Renato Gaeta, Dino Lucchetta e Antonio Maurogiovanni, terminando in 6'47"30, dietro a Germania Est e Unione Sovietica.
A 25 anni ha preso di nuovo parte alle Olimpiadi, quelle di Seul 1988, stavolta nell'otto, insieme a Baldacci, Bulgarelli, Carletto, Di Palo, Gaeta, Lucchetta, Venier e Zucchi, terminando 7º, con 5'41"15 nella finale B, dopo non aver passato il primo turno direttamente, con il tempo di 5'43"11, ma grazie al ripescaggio, in 5'39"86.
4 anni dopo, a 29 anni, ha partecipato ai suoi terzi Giochi, Barcellona 1992, ancora nell'otto, insieme a Blanda, Bottega, Leonardo, Liguori, Lucchetta, Maurogiovanni, Molea e Moretti, terminando 9º, con 5'43"33 nella finale B, dopo non aver passato il primo turno direttamente, con il tempo di 5'46"97, ma grazie al ripescaggio, in 5'42"51, ed essere stato eliminato in semifinale con il tempo di 5'40"89.
Dopo il ritiro è diventato allenatore, guidando tra gli altri Niccolò Mornati.

## Palmarès

### Mondiali
- 2 medaglie:
  - 1 argento (Quattro con a Heindonk 1985)
  - 1 bronzo (Quattro con a Copenaghen 1987)